# Juana Repetto
Juana Repetto (Buenos Aires, 28 de junio de 1988) es una actriz y presentadora argentina.

## Biografía
Es hija del periodista y presentador Nicolas Repetto y de la actriz y vedette Reina Reech. Tiene cinco medio hermanos: por parte de madre, Bautista Lena, y por parte de padre, Nicolás, Valeria, Renata y Francisco Repetto.
Sus abuelos maternos fueron la actriz y vedette Ámbar La Fox y el bailarín y coreógrafo Alejandro Maurín.

## Carrera
Comenzó su carrera como actriz a los 16 años cuando fue parte del elenco de Frecuencia 04, con el personaje de Eva. Al año siguiente, fue convocada para otra serie juvenil, 1/2 falta, donde interpretó al personaje de «Marilyn Petaca Sosa».
En 2007, fue convocada por Marcelo Tinelli, para participar del certamen Bailando por un sueño, de Showmatch.
Ya en 2010, fue presentadora del programa Nico trasnochado conducido por su padre y además fue convocada nuevamente para Bailando por un sueño 2010, donde quedó como la 16° Eliminada.
En 2015 integró el equipo de panelistas del debate de Gran Hermano 2015 y de Intrusos. Pero a principios del 2016 dejó Intrusos debido a su embarazo.
En 2017 se convierte en panelista de Cuestión de peso.

## Cine
- Las chicas del 3º (2014)

## Televisión
| Año       | Programa                       | Canal      | Personaje/Rol                       |
| --------- | ------------------------------ | ---------- | ----------------------------------- |
| 2004      | Frecuencia 04                  | Telefé     | Eva                                 |
| 2005      | Casados con hijos              | Telefé     | Tamara                              |
| 2005      | Media Falta                    | Canal 13   | Marilyn "Petaca" Sosa               |
| 2007      | Bailando por un sueño 4        | Canal 13   | Participante / 13° Pareja eliminada |
| 2010      | Nico trasnochado               | Canal 13   | Presentadora                        |
| 2010      | Bailando por un sueño 2010     | Canal 13   | Participante / 16° Pareja eliminada |
| 2012      | La cocina del show: Concubinos | El trece   | Kiara                               |
| 2015-2016 | Intrusos                       | América TV | Panelista                           |
| 2017      | Cuestión de peso               | El trece   | Panelista                           |
| 2019      | El diario de Mariana           | El trece   | Panelista                           |

## Teatro
| Año       | Obra     | Dirección          | Lugar         |
| --------- | -------- | ------------------ | ------------- |
| 2018-2019 | Derechas | José María Muscari | Teatro Regina |